# Дроники
Дроники (пол. Droniki, нім. Droniki, renamed Fleißwiese in 1937) — село в Польщі, у гміні Слава Всховського повіту Любуського воєводства.
Населення — 166 осіб (2011).
У 1975-1998 роках село належало до Зеленогурського воєводства.

## Демографія
Демографічна структура станом на 31 березня 2011 року:
|          | Загалом | Допрацездатний вік | Працездатний вік | Постпрацездатний вік |
| -------- | ------- | ------------------ | ---------------- | -------------------- |
| Чоловіки | 77      | 19                 | 48               | 10                   |
| Жінки    | 89      | 26                 | 42               | 21                   |
| Разом    | 166     | 45                 | 90               | 31                   |